# Tournon-d'Agenais
Tournon-d'Agenais är en kommun i departementet Lot-et-Garonne i regionen Nouvelle-Aquitaine i sydvästra Frankrike. Kommunen ligger i kantonen Tournon-d'Agenais som tillhör arrondissementet Villeneuve-sur-Lot. År 2022 hade Tournon-d'Agenais 742 invånare.

## Befolkningsutveckling
Antalet invånare i kommunen Tournon-d'Agenais
| Referens: INSEE |